# Lo Man-fei
Lo Man-fei ( Chinês: 羅曼菲; Pinyin: Mànfēi; 16 de setembro de 1955 - 24 de março de 2006) foi uma dançarina e coreógrafa de Taiwan. Foi membro do Cloud Gate Dance Theatre, fundado por Lin Hwai-min entre 1979 e 1994. Lo posteriormente fundou sua própria companhia de dança, a Taipei Crossover Dance Company, e liderou o Cloud Gate 2 de 1999 à sua morte.

## Infância e Educação
Lo nasceu em Taipei, embora ela e sua família tenham se mudado para Yilan três meses após seu nascimento. Ela tinha três irmãs mais velhas, uma das quais é a cantora Sophie Lo e um irmão mais velho. Lo, começou a ter aulas particulares de dança aos 5 anos, ingressou na Neo-Classic Dance Company de Taiwan em 1974, enquanto estudante da Universidade Nacional de Taiwan .   Depois de se formar , com um diploma em literatura inglesa, Lo passou um ano em Nova York com a intenção de continuar seus estudos em jornalismo e redação criativa. Em vez disso, ela retornou a Taiwan para ingressar no Cloud Gate Dance Theatre em 1979,  tornando-se a dançarina principal do White Serpent Tale, a adaptação de dança da lenda da serpente branca, no ano seguinte, antes de partir em 1982 para Universidade de Nova Iorque, onde obteve um mestrado em dança. Nos Estados Unidos, Lo apareceu em várias apresentações de O Rei e Eu com Yul Brynner e também estudou na Escola de Dança Americana Alvin Ailey, na Escola de Dança Contemporânea Martha Graham e na Escola de Dança José Limón .

## Carreira
Ela se formou na Univeridade de Nova Iorque em 1985, e começou a lecionar na Universidade Nacional de Artes de Taipei naquele ano. Lo foi nomeada presidente do departamento de dança em 1992 e depois liderou o programa de pós-graduação em dança na TNUA. Ela foi responsável pelo lançamento de um programa de dança  que desenvolve talentos no ensino médio e coloca candidatos no TNUA após a formatura do ensino médio. Em 1994, ela se aposentou da performance no Cloud Gate e fundou a Taipei Crossover Dance Company com outros três dançarinos do Cloud Gate. Seus primeiros trabalhos coreográficos foram concluídos na década de 1980.  Isto foi seguido por mais trabalhos ao longo dos anos 90, incluindo O Lugar Onde o Coração Está, Cidade do Céu e Crônica de uma Cidade Flutuante . Lo escreveu Restless Souls em 1999. Nesse mesmo ano, ela e Lin Hwai-min, fundador da Cloud Gate, fundaram a Cloud Gate 2 e Lo foi nomeada diretora. Ela também recebeu o prêmio de literatura e artes da Wu San-lién Awards  Foundation.  Em 2000, ano em que escreveu The Snake, Lo foi homenageada pela Fundação Nacional de Cultura e Artes, que a nomeou ganhadora do Prêmio Nacional para as Artes   
Como artista, Lo era mais conhecida como dançarina principal do Lin's Requiem . Em contraste com o Oriente de Lin e o estilo coreográfico do Ocidente, Lo foi influenciada por danças e experiências chinesas em sua vida pessoal.

## Fim de Vida e Legado
Lo foi diagnosticado com câncer de pulmão em setembro de 2001. Com o tratamento, a doença permaneceu administrável até outubro de 2005. Outra rodada de quimioterapia foi iniciada na época e ela estava em remissão até fevereiro de 2006. Lo morreu no Centro de Câncer da Fundação Koo Sun Yat-sen em Taipei aos 50 anos em março de 2006. Seu trabalho final, Pursuing the Dream, uma colaboração entre ela e Sophie, foi realizado por membros do Cloud Gate 2 sete semanas após a morte de Lo.
A Universidade Nacional das Artes de Taipei nomeou uma bolsa em sua homenagem e ao Cloud Gate. Um documentário biográfico, Man Fei, estreou em 2017. No décimo terceiro aniversário de sua morte, o governo da cidade de Yilan dedicou 24 de março de 2019 a Lo.